# Dezső Földes
Dezső Földes (n. 30 decembrie 1880, Miskolc, Austro-Ungaria – d. 27 martie 1950, Cleveland, Ohio, SUA) a fost un scrimer maghiar, medaliat olimpic. A participat la 2 ediții ale Jocurilor Olimpice (1908, 1912) în care a câștigat o medalie de aur.